# Where the Sidewalk Ends (pel·lícula)
Where the Sidewalk Ends és una pel·lícula de cinema negre estatunidenca de 1950 dirigida i produïda per Otto Preminger. El guió de la pel·lícula va ser escrit per Ben Hecht, i adaptat per Robert E. Kent, Frank P. Rosenberg i Victor Trivas. El guió i les adaptacions es van basar en la novel·la Night Cry de William L. Stuart. La pel·lícula és protagonitzada per Dana Andrews i Gene Tierney.
Andrews interpreta Mark Dixon, un despietat i cínic detectiu de la policia metropolitana que menysprea tots els criminals perquè el seu pare n'era un. Considerada com un clàssic del gènere, la pel·lícula mostra una marca de violència "que s'amaga per sota de la societat urbana".

## Argument
Mark Dixon és un detectiu de policia que acaba de ser degradat pel seu ús massa freqüent de la violència. Com que el seu propi pare era un criminal, els odia encara més del que és acceptable.
En un joc d'apostes a Nova York dirigit pel gàngster Tommy Scalise, la bella Morgan Taylor decideix anar-se'n a casa seva, amb o sense l'home, Ken Paine, que l'havia portat allà. L'efusiu magnat de Texas Morrison s'ofereix per acompanyar-la a casa. Això molesta a Scalise, ja que Morrison guanya 19.000 dòlars al seu banc. Morrison diu que està a la ciutat tota la setmana i "ho recuperàs una altra nit", però Paine li diu a Morgan que s'ha de quedar. Ella s'adona que només la va portar al joc perquè Morrison la segueixi, i ara està decidida a marxar.
Paine dona una bufetada a Morgan, i Morrison comença una baralla a cops amb Paine. Morrison està noquejat, però quan arriba la policia el troba mort apunyalat. Dixon és un dels agents del lloc dels fets. Interroga a Scalise, a qui va arrestar dos anys abans per assassinat però que va ser absolt.
Scalise diu diverses mentides sobre el crim i implica a Paine. Dixon va a l'apartament de Paine i l'intenta parlar amb ell, però Paine s'enfada i comença una baralla. Defensant-se, Dixon no sap que una ferida de guerra ha deixat en Paine amb una placa metàl·lica al crani. Quan Paine cau, es colpeja el cap i mor.
Després de la seva recent reprimenda, Dixon no s'atreveix a explicar el que ha passat, creient que l'expulsaran del cos. Agafant l'abric d'en Paine i posant-se un embenat a la cara on en Paine en tenia un, deixa un rastre fals que suggereix que en Paine ha marxat de la ciutat. De tornada a l'apartament de Paine, gairebé el veu el pare de Morgan, el taxista Jiggs Taylor, que arriba i (després d'haver descobert que Paine havia donat una bufetada a la seva filla) l'amenaça sorollosament des de fora de la seva porta, i se'n va quan no té resposta. Aleshores, Dixon agafa el cos i el llença al riu. Aviat es troba i, movent-se per cobrir-se, Dixon suggereix que Scalise va assassinar en Paine i també en Morrison.
Els detectius parlen amb Morgan i Jiggs Taylor. Es revela que Morgan és l'esposa separada de Paine; la nit de l'assassinat era la primera vegada que el veia en mesos. Ella i Dixon comencen a enamorar-se. Malgrat que Dixon va insistir que Scalise és l'assassí, Jiggs havia estat vist a l'apartament de Paine i és arrestat. Dixon no s'atreveix a dir-li la veritat a Morgan, però s'encarrega de pagar un advocat superior per a Jiggs, un que mai ha perdut un cas d'assassinat. Per motius no especificats, l'advocat rebutja una retenció.
Després d'un enfrontament infructuós amb Scalise, Dixon escriu una carta, adreçant el sobre a l'inspector Foley i marcant-lo "per obrir-lo en cas de la meva mort". Llavors s'arregla per retrobar-se amb Scalise, esperant ser assassinat, però assegurant-se que almenys aquesta vegada Scalise en sigui el responsable. Scalise ho ha anticipat i s'ha adonat del que li va passar a Paine. Es nega a matar a Dixon, que rep un tret al braç. Llavors arriba un dels homes de Scalise amb la notícia que la policia ha sabut la veritat sobre Morrison d'un altre membre de la banda. Mentre la banda intenta escapar en un ascensor de cotxes, Dixon aconsegueix retardar-los aturant-lo fins que arribi la policia.
De tornada al recinte 16, Foley, molt orgullós del treball de Dixon atrapant a Scalise, li torna la carta de Dixon, sense obrir, però Dixon li diu que la llegeixi. Foley arresta Dixon. Morgan és present, amb ganes de començar una vida amb Dixon. Perplexa, li pregunta per què ara està detingut; Dixon li demana a Foley que li mostri la carta. Fins i tot sabent la veritat, el seu amor per Dixon és impertérrit. Ella declara amb confiança que no serà castigat per la mort accidental.

## Repartiment
- Dana Andrews com a Det. Mark Dixon
- Gene Tierney com Morgan Taylor
- Gary Merrill com Tommy Scalise
- Bert Freed com a Det. Paul Klein
- Tom Tully com Jiggs Taylor
- Karl Malden com el tinent Thomas
- Ruth Donnelly com a Martha
- Craig Stevens com Ken Paine
- Neville Brand com a Steve (sense acreditar)
- Harry von Zell com el Sr. Morrison (sense acreditar)
- Oleg Cassini com a Oleg (sense acreditar)

## Rerefons
Where the Sidewalk Ends seria l'última pel·lícula que Otto Preminger faria com a director contractat per Twentieth Century Fox als anys quaranta. La sèrie inclou Laura, que també és protagonitzada per Gene Tierney i Dana Andrews, Whirlpool (protagonitzada per Tierney), així com Fallen Angel i Daisy Kenyon (ambdues protagonitzades per Andrews).
On The Sidewalk Ends es va rodar principalment en un plató d'estudi, però els cineastes també van rodar algunes escenes a llocs reals de Nova York.

## Conservació
L'Academy Film Archive va conservar Where the Sidewalk Ends el 2004.